# Falconete-de-fronte-branca
Falconete-de-fronte-branca (Microhierax latifrons) é uma espécie de ave de rapina da família Falconidae. Descrita pelo ornitólogo britânico Richard Bowdler Sharpe em 1879, é endêmica de Bornéu, onde ocorre em Sarauaque, Sabá e no extremo nordeste de Calimantã. Um falcão extremamente pequeno, mede apenas 14–17 cm de comprimento e pesa 35–65 g, sendo a menor espécie do gênero Microhierax. Possui partes superiores azul-escuras brilhantes, flancos e coxas externas pretas, e uma máscara preta. O ventre e a área cloacal são marrom-amarelados claros, enquanto a garganta, bochechas e peito são brancos. A espécie pode ser distinguida de outros falconetes pela cor da coroa e testa, que é branca nos machos e marrom-avermelhada nas fêmeas. Não possui subespécies.
A espécie habita florestas abertas, bordas de florestas, clareiras com árvores mortas e áreas cultivadas com árvores esparsas, raramente sendo encontrada em manguezais. Alimenta-se principalmente de insetos, embora também tenha sido relatada caçando aves. A temporada de reprodução ocorre de março a junho ou abril, com ninhadas de dois ovos depositadas em cavidades antigas de ninhos de barbichas ou pica-paus. É classificada como espécie quase ameaçada pela União Internacional para a Conservação da Natureza (IUCN) e está listada no Apêndice II da CITES. As ameaças à espécie incluem desmatamento, incêndios florestais e o tráfico de animais.

## Taxonomia e sistemática
O falconete-de-fronte-branca foi descrito pela primeira vez como Microhierax latifrons por Richard Bowdler Sharpe em 1879, com base em espécimes do rio Lawas e Lumbidan, em Bornéu. O nome genérico Microhierax deriva do grego antigo mikros, que significa pequeno, e hierax, que significa gavião. O nome específico latifrons vem do latim latus, que significa largo, e frons, que significa testa. O nome em inglês, white-fronted falconet, é o nome comum oficial designado pela International Ornithologists' Union.
O falconete-de-fronte-branca é uma das cinco espécies do gênero de falconetes Microhierax, encontrado no sudeste e sul da Ásia, e nas Filipinas. Um estudo de 2004 sobre DNA mitocondrial e DNA nuclear por Carole Griffiths e colegas revelou que, dentro da família Falconidae, os falconetes são mais próximos dos falcões-pigmeus (Polihierax). Esses dois gêneros são irmãos dos falcões do gênero Falco. Não são reconhecidas subespécies do falconete-de-fronte-branca.

## Descrição

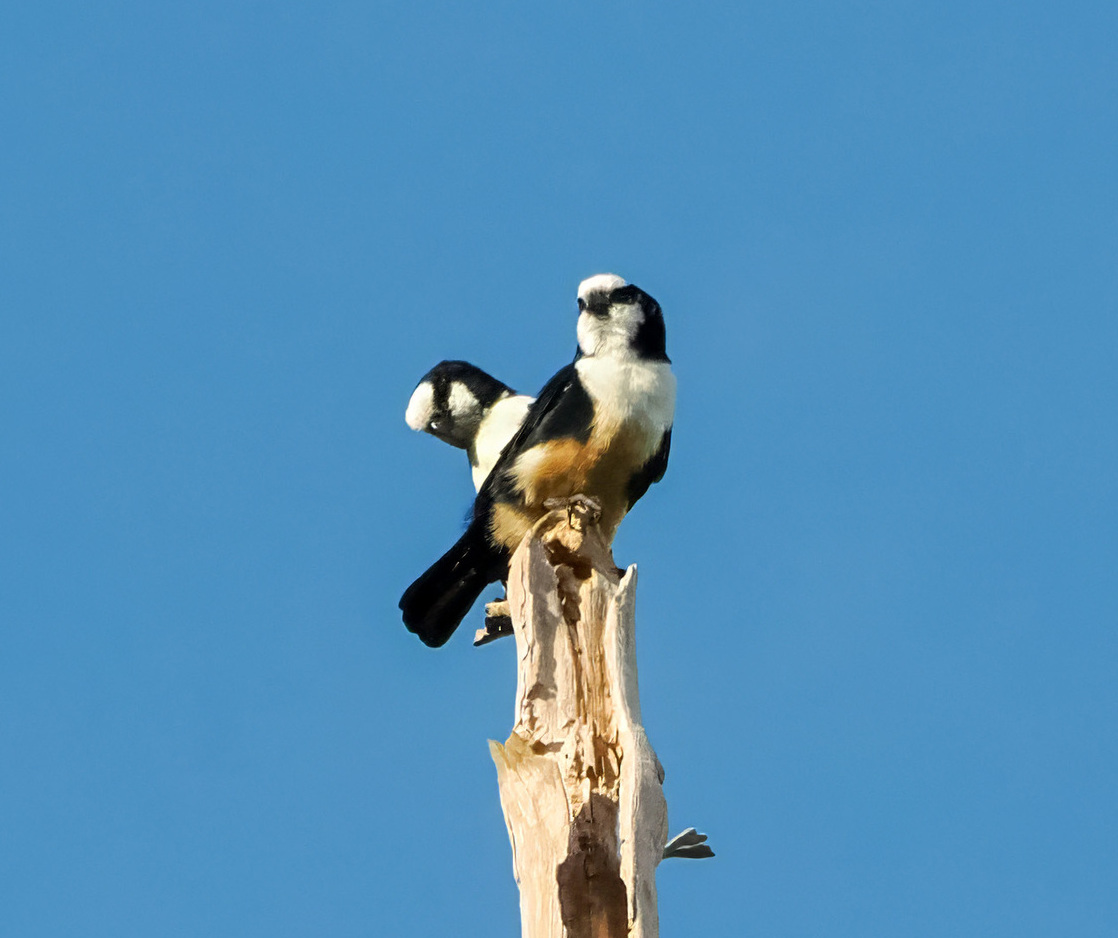
Falconetes-de-fronte-branca machos.

O falconete-de-fronte-branca é uma espécie de falcão extremamente pequena, semelhante a um picanço, com comprimento de 14–17 cm, peso de 35–65 g e envergadura de 28–31 cm. É semelhante a outros falconetes, mas é ligeiramente o menor. Ambos os sexos possuem partes superiores azul-escuras brilhantes, flancos e coxas externas pretas, e uma máscara preta. A garganta, bochechas e peito são brancos, passando a marrom-amarelado claro no ventre e na área cloacal. A cauda é curta e preta, com as asas alcançando a metade de seu comprimento. Os machos têm a testa e a coroa brancas, enquanto nas fêmeas essa região é marrom-avermelhada. As fêmeas também são 9% maiores e têm caudas 4% mais longas. Em ambos os sexos, os olhos são castanhos, e o bico e as pernas variam de cinza-escuro a preto. Os filhotes são semelhantes às fêmeas, mas têm testas e bochechas bege, enquanto fêmeas jovens podem apresentar marrom-avermelhado na testa.
A espécie pode ser confundida com o falconete-de-coxas-pretas [en], com o qual sua distribuição se sobrepõe, mas pode ser distinguida deste e de outros falconetes pela cor da testa. O falconete-de-coxas-pretas também tem um marrom-avermelhado mais intenso no ventre e na área cloacal, além de barras brancas na parte inferior da cauda, que é totalmente preta no falconete-de-fronte-branca.
As vocalizações do falconete-de-fronte-branca não são bem conhecidas, mas presume-se que sejam semelhantes às de outros falconetes. Emite um kree-kree-kree tremulante.

## Distribuição e habitat
O falconete-de-fronte-branca é endêmico de Bornéu, onde ocorre nos estados malaios de Sarauaque e Sabá, além da parte extrema nordeste de Calimantã (a porção indonésia de Bornéu). Habita florestas abertas, bordas de florestas, clareiras com árvores mortas e áreas cultivadas com árvores esparsas, sendo considerado especialmente comum em encostas montanhosas. Também é encontrado raramente em manguezais. A espécie ocorre em elevações de 0 a 1.200 m.

## Comportamento e ecologia
O falconete-de-fronte-branca é encontrado solitário ou em grupos de vários indivíduos. O tempo de geração da espécie é de 3,2 anos.
A espécie se alimenta principalmente de insetos, como libélulas, abelhas e cigarras, mas também foi relatada perseguindo aves. Grupos de caça foram observados em novembro. Foram vistos caçando a partir de poleiros, realizando voos para capturar insetos voadores e consumindo a presa cerca de dois minutos após retornar ao poleiro. Outros comportamentos de caça são considerados semelhantes aos de outros falconetes, embora possam existir diferenças nas técnicas de caça desta espécie em relação ao falconete-de-coxas-pretas.
A temporada de reprodução do falconete-de-fronte-branca ocorre de março a junho ou de março a abril, embora também tenha sido observada reprodução em novembro. Em Sabá, um macho foi visto alimentando um filhote no final de julho. A nidificação ocorre em cavidades antigas de ninhos de barbichas ou pica-paus, com ninhadas de dois ovos. Os tempos de incubação são desconhecidos. Machos adultos foram observados alisando uns aos outros, mas não se sabe se a espécie se reproduz de forma comunal, como o falconete-de-colar.

## Estado de conservação
O falconete-de-fronte-branca é classificado como espécie quase ameaçada pela União Internacional para a Conservação da Natureza (IUCN) na Lista Vermelha da IUCN, devido à sua distribuição limitada, uma população moderadamente pequena em declínio e perda de habitat em sua área de distribuição. Também está listado no Apêndice II da CITES. A população total da espécie é estimada entre 15.000 e 30.000 indivíduos, dos quais 10.000 a 19.999 são adultos. Estima-se que a população esteja diminuindo a uma taxa de 10–19% ao longo de uma década. O extenso desmatamento nas terras baixas de sua área de ocorrência, juntamente com incêndios florestais, é uma ameaça, embora a presença da espécie em áreas de crescimento secundário indique certo grau de resiliência, sugerindo que não está imediatamente ameaçada. O tráfico de animais também pode representar uma ameaça à espécie.